# 起立工商会社
起立工商会社（きりつこうしょうがいしゃ、きりゅうこうしょうがいしゃ）は、明治時代初頭、日本の美術品や物産品を世界へ輸出した、日本の貿易会社。日本の貿易会社の礎といわれる。明治7年（1874年）開業の国策会社。

## 経緯

### 設立
1873年（明治6年）、明治政府が総力を結集し日本の美術品や物産品を集め、オーストリアのウィーン万国博覧会へ出展したところ、大勢の外国人が関心を寄せ、日本の会場は連日賑わい、緻密かつ壮麗な美術工芸品は欧州人の日本観を変えるきっかけとなった。ウィーン万国博覧会終了後、好評を博した屋外展示の日本建築及び庭園を、イギリスのアレクサンドラ・パーク社 (Alexandra Park & Co.) が買い取りたいと申し出て、博覧会事務局に商品の保証を求めてきた。しかし、政府として参加しているため、博覧会事務局は関与できず、団長であり副総裁であった佐野常民の指名で、当時、海外へ佐賀県嬉野茶の玉緑茶を輸出し実績を残していた松尾儀助を社長に、道具商として参加していて美術・工芸の知識も深かった佐野常民の親族若井兼三郎を副社長に任命し、急遽、半官半民の貿易会社、起立工商会社を設立し、日本庭園の販売に至った。後ほど博覧会で売れ残った品々も売買した。アレクサンドラ・パークへの神社楽殿などの移築にはサウス・ケンジントン博物館（ヴィクトリア・アンド・アルバート博物館の前身）のフィリップ・クンリフ＝オーウェン(en:Philip Cunliffe-Owen)館長とクリストファー・ドレッサーが協力した。
翌1874年（明治7年）、政府に全権を託された松尾と若井は銀座・竹川町16番地（現・銀座7丁目）に事務所を開設。以後、木挽町に第一製造所、築地2丁目本願寺裏に第二製造所を建設し美術工芸品を製造する。最盛期には80余名の社員と、日本全国から様々な職種の精鋭をあつめ、100名以上の技工を雇用し、その製作品は世界で行われた万国博に出品され、多くの金賞を獲得、後に外貨を稼ぐ主要な美術品となっていった。

### アメリカ合衆国への進出
1876年（明治9年）、アメリカ合衆国建国100年を記念して開催されたフィラデルフィア万国博覧会に起立工商会社として初参加する。大人数での出張となり、顔ぶれは松尾儀助、若井兼三郎、西尾喜三郎、原口太助、八戸欽三郎などであった。佐賀出身であった八戸は、米国イェール大学卒業で、英語が堪能であったため通訳を一任されていた。そのほか、茶商1人と醤油の亀甲萬（キッコーマン）の主人、永岡善八が社員とともに渡米した。この時、松尾は香蘭社製の有田焼（伊万里焼）に力を入れ、当時の香蘭社の深川栄三衛門らを応援し、以後、エキゾチックな異国趣味の陶磁器はアメリカ人の心をつかんだ。
博覧会と時を同じくして東洋美術の殿堂と称されるボストン美術館も開館している。当時の美術館関係者は、「博覧会はコレクションを増やす絶好の機会であり、アメリカ芸術の著しい進歩に繋がることがわかるだろう」と期待を表明、後にボストン美術館の日本美術部長となるアーネスト・フェノロサは「日本の展示は驚きの宝庫」と評している。
起立工商会社の展示品は、当時の宮内省が認定した帝室技芸員が選定しており、一級品が展示された。博覧会の効果もあり、アメリカでの需要を確信した社長の松尾儀助は、1877年（明治10年）日本への帰国途中にニューヨークへ立ち寄り、ブロードウェイ456番地に賃料年間3000ドルの店舗物件を仮契約し帰国する。帰国後すぐに同じ佐賀県出身で、旧知であった当時の大蔵卿・大隈重信を訪ね、日本の国力を伸ばすため、さらなる世界進出を直訴すると、松尾の商才に一目おいていた大隈はただちに松尾の要望を受け入れ、その年に八戸欽三郎を支店長に据えニューヨーク支店を開店する。
ニューヨーク支店では、八戸欽三郎、高柳陶造、原口太助、西尾喜三郎、小森徳之など日本人10名、時に米国人を2 - 15人ほど雇用し、日本の織物、蒔絵、漆器、陶磁器、絹、木綿製品、銅器などの工芸品を扱った。1880年に卸部門が発足、執行弘道が主任として雇われ、翌年八戸が急死すると執行は支店長に任命された。執行は佐賀藩出身で、大学南校（東京大学の前身）で学び、アメリカ留学の後、外務省に勤務し中国へ渡り、三井物産香港支店の支店長を経て、起立工商会社に起用された。この時代、起立工商会社は異国情緒溢れ、日本の商品を直接買える店として、ニューヨークでは目立つ存在になり、社名はThe First Japanese Manufacturing and Trading Companyを主として使い、現在でもその名は欧米ではよく知られている。
ニューヨーク支店の開設については後に大隈重信が「紐育（ニューヨーク）日本人発展史」の序の中で、「松尾儀助氏が起立工商会社を起こして日米貿易の礎を築き・・・」と記しており、日米間の貿易の画期をなす快挙となった。

### ヨーロッパへの進出

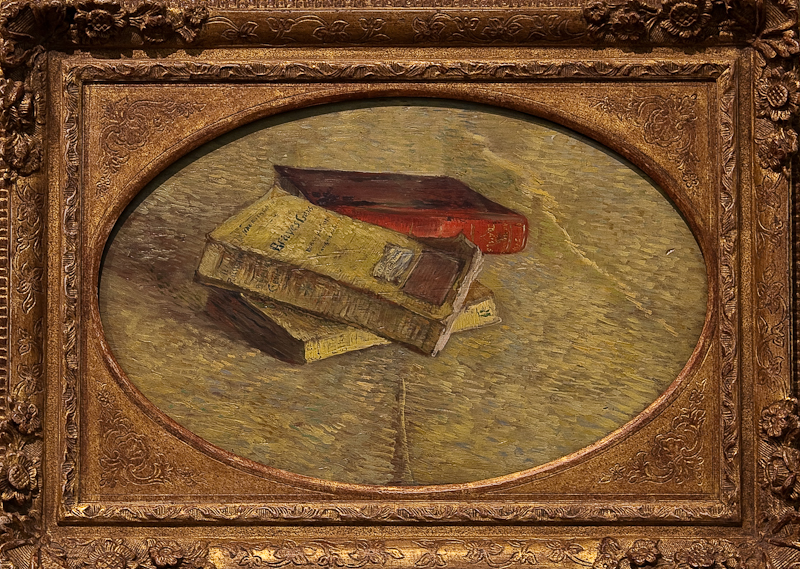
Still life with three books

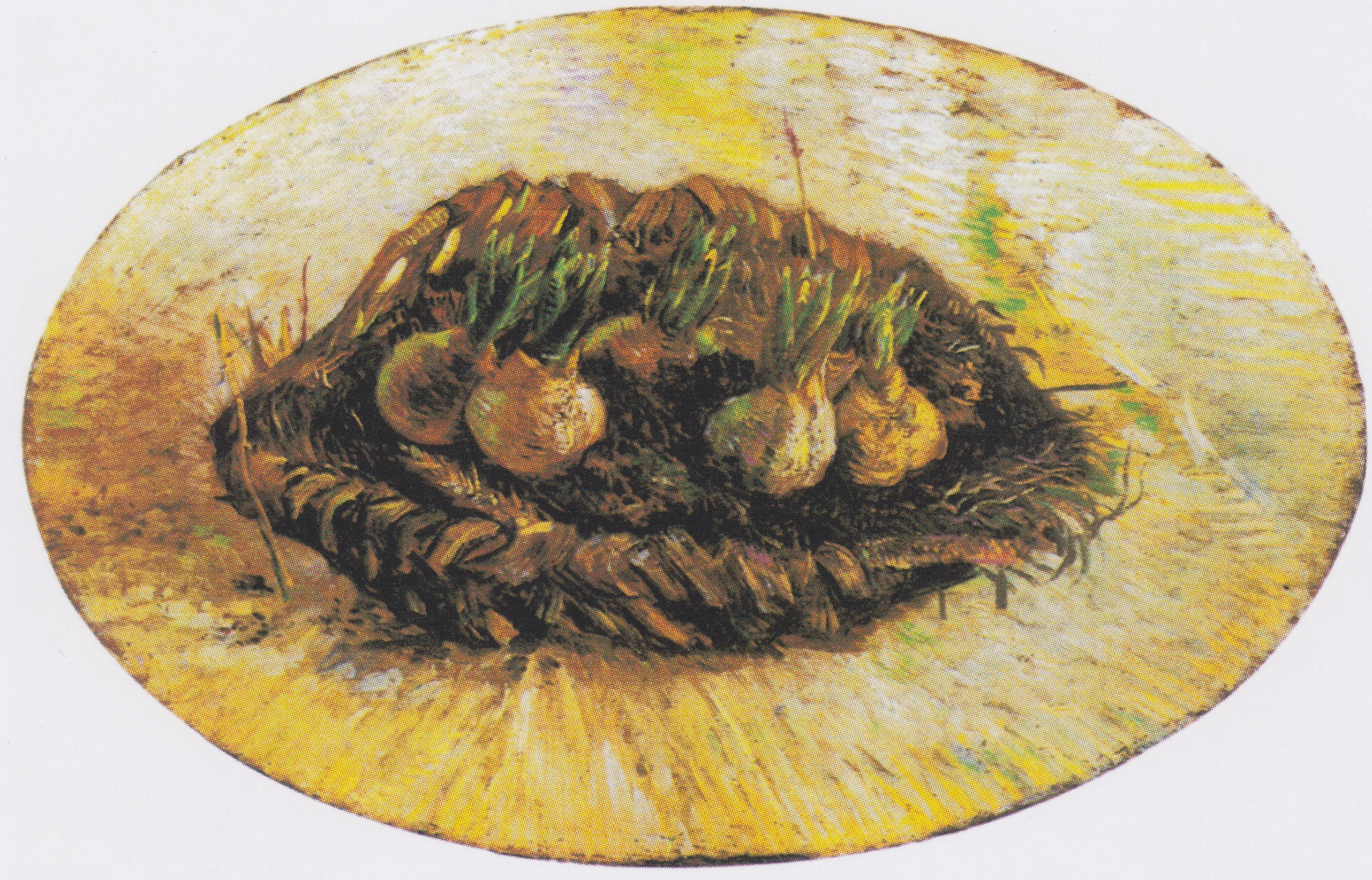
Small basket with flower bulbs

その後、ニューヨークの成功に自信を得た松尾は、1878年（明治11年）のパリ万国博覧会の開催と合わせて、キャプシーヌ通りにパリ支店を開店。初代支店長にはパリ万博で審査官を務め、フランス留学経験のある佐賀出身の大塚琢造を据え、通訳にはフランス語に有能で、帝国大学を卒業した林忠正を起用した。アメリカと同様にフランスでもジャポニスム（日本趣味）が一世を風靡し、審美眼の高いフランス人は陶器、扇子、櫛、簪に至るまで様々な商品を買い求め、パリ支店も盛況となる。日本の絵画も扱っており、次第に浮世絵も日本通の間で人気が出始め、浮世絵は当時の印象派に多大な影響を与えた。
当時無名だったポスト印象派のフィンセント・ファン・ゴッホも起立工商会社に来店し、バルセロナ万国博覧会とパリ万国博覧会のため準備に渡欧していた松尾から起立工商会社と墨書きされた嬉野茶の茶箱のプレートを譲り受け、それをキャンバスに「Still Life With Three Books」と「Small Basket with Flower Bulbs」の二枚の油彩画を描いている（現在、アムステルダムのゴッホ美術館所蔵）。
1888年（明治21年）、バルセロナ万国博覧会にも参加し、起立工商会社は出品委託引受先となっていた。また翌年の1889年（明治22年）のパリ万国博覧会にも参加し、この時代、万博といえば起立工商会社と称されていた。

### 経営切迫から解散
各国の万博参加やニューヨーク支店も2つに増えるなど表向きは好調にみえたが、1881年（明治14年）の政変後は、急激な円高となり貿易には不利な状況となっていた。加えて、製造所も運営し、良質なものづくりを社訓としていたため、人件費や原料代がかさみ、経営が切迫していく。規模の縮小、経費削減を図るが、1884年（明治17年）横浜で円中商店を設立した円中孫平にパリ支店を譲渡する。パリ支店の譲渡により経営も一時は安定を取り戻すが、やはり資金がたりずニューヨーク支店も機能不全に陥った。
1890年（明治23年）にはニューヨーク支店も譲渡し、翌1891年（明治24年）起立工商会社は解散を迎える。17年という短命な貿易会社だったが、明治初頭多大な国益をもたらし、日本の美術工芸品の発展に貢献し、山中商会を始めとする後の貿易会社の礎となった。起立工商の卸部は関西貿易会社が買収した。

### その後
1911年（明治44年）には、西洋における東洋美術コレクションの中でも傑出して重要とされる「法華堂根本曼荼羅図」をボストン美術館に寄贈している。
社長であった松尾の没後は、真葛焼（横浜焼）の名匠であり起立工商会社に勤めていた宮川香山（帝室技芸員）や林忠正ら日本美術協会のメンバーが、松尾の製作から貿易までの日本美術への貢献は多大であり、勲章授与に値するとして、明治政府に掛け合った。この働きにより明治政府は松尾儀助に勲四等を授け、従五位に叙した。
2015年（平成27年）には起立工商会社の名称を由来とする漆工ブランド「希龍舎」が立ち上がった。